# Marina Erakovic
Marina Erakovic (Split, 6 maart 1988) is een voormalig professioneel tennisspeelster uit Nieuw-Zeeland. Zij werd geboren in Joegoslavië, maar verhuisde op zesjarige leeftijd naar Auckland (Nieuw-Zeeland) waar zij met het spelen van tennis begon.

## Loopbaan
In 2004 speelde zij haar eerste ITF-toernooi in Wellington (Nieuw-Zeeland).
Haar kracht lag vooral in het dubbelspel. Zij won acht WTA-toernooien in het dubbelspel. Haar beste resultaat op de grandslamtoernooien is een halvefinaleplaats op Wimbledon 2011, samen met de Thaise Tamarine Tanasugarn. Haar hoogste positie op de WTA-dubbelspelranglijst is de 25e plaats, die zij bereikte in juni 2013.
In het enkelspel won zij nog maar één WTA-titel, op het toernooi van Memphis in 2013. Daarnaast won zij twaalf titels in het ITF-circuit. Haar beste resultaat op de grandslamtoernooien is het bereiken van de derde ronde, voor het eerst op Wimbledon 2008, later ook op Roland Garros 2013. Haar hoogste positie op de WTA-enkelspelranglijst is de 39e plaats, die zij bereikte in mei 2012.
Tijdens het reizen voor het tennis, nam Erakovic altijd haar elektrische gitaar mee om de tijd op haar hotelkamer mee door te komen.

## Posities op deWTA-ranglijst
Positie per einde seizoen:
| jaar | ranking enkelspel | ranking dubbelspel |
| ---- | ----------------- | ------------------ |
| 2005 | 213               | 677                |
| 2006 | 160               | 274                |
| 2007 | 161               | 258                |
| 2008 | 60                | 43                 |
| 2009 | 232               | 351                |
| 2010 | 324               | 82                 |
| 2011 | 61                | 48                 |
| 2012 | 67                | 54                 |
| 2013 | 48                | 28                 |
| 2014 | 76                | 42                 |
| 2015 | 134               | 110                |
| 2016 | 114               | 161                |
| 2017 | 164               | 276                |

## Palmares
| Legenda                 |
| ----------------------- |
| Grandslamtoernooi       |
| Olympische Spelen       |
| Year-End Championships  |
| Premier Mandatory       |
| Premier Five / WTA 1000 |
| Premier / WTA 500       |
| International / WTA 250 |
| Challenger / WTA 125    |

### WTA-finaleplaatsen enkelspel
| nr.              | finale     | toernooi    | ondergrond    | tegenstandster             | score         |         |
| ---------------- | ---------- | ----------- | ------------- | -------------------------- | ------------- | ------- |
| gewonnen finales |            |             |               |                            |               |         |
| 1.               | 2013-02-23 | WTA Memphis | hardcourt (i) | Sabine Lisicki             | 6-1, opg.     | details |
| verloren finales |            |             |               |                            |               |         |
| 1.               | 2011-09-18 | WTA Québec  | tapijt (i)    | Barbora Záhlavová-Strýcová | 6-4, 1-6, 0-6 | details |
| 2.               | 2012-02-25 | WTA Memphis | hardcourt (i) | Sofia Arvidsson            | 3-6, 4-6      | details |
| 3.               | 2013-09-15 | WTA Québec  | tapijt (i)    | Lucie Šafářová             | 4-6, 3-6      | details |
| 4.               | 2016-04-30 | WTA Rabat   | gravel        | Timea Bacsinszky           | 2-6, 1-6      | details |

### WTA-finaleplaatsen vrouwendubbelspel
| nr.              | finale     | toernooi          | ondergrond    | partner                | tegenstandsters                            | score             |         |
| ---------------- | ---------- | ----------------- | ------------- | ---------------------- | ------------------------------------------ | ----------------- | ------- |
| gewonnen finales |            |                   |               |                        |                                            |                   |         |
| 1.               | 2008-06-21 | WTA Rosmalen      | gras          | Michaëlla Krajicek     | Līga Dekmeijere Angelique Kerber           | 6-3, 6-2          | details |
| 2.               | 2008-10-05 | WTA Japan (Tokio) | hardcourt     | Jill Craybas           | Ayumi Morita Aiko Nakamura                 | 4-6, 7-5, [10-6]  | details |
| 3.               | 2008-10-26 | WTA Luxemburg     | hardcourt (i) | Sorana Cîrstea         | Vera Doesjevina Marija Koryttseva          | 2-6, 6-3, [10-8]  | details |
| 4.               | 2010-02-14 | WTA Pattaya       | hardcourt     | Tamarine Tanasugarn    | Anna Tsjakvetadze Ksenija Pervak           | 7-5, 6-1          | details |
| 5.               | 2011-10-16 | WTA Linz          | hardcourt (i) | Jelena Vesnina         | Julia Görges Anna-Lena Grönefeld           | 7-5, 6-1          | details |
| 6.               | 2012-07-15 | WTA Stanford      | hardcourt     | Heather Watson         | Jarmila Gajdošová Vania King               | 7-5, 7-6          | details |
| 7.               | 2012-08-24 | WTA Dallas        | hardcourt     | Heather Watson         | Līga Dekmeijere Irina Falconi              | 6-3, 6-0          | details |
| 8.               | 2014-06-20 | WTA Rosmalen      | gras          | Arantxa Parra Santonja | Michaëlla Krajicek Kristina Mladenovic     | 0-6, 7-6, [10-8]  | details |
| verloren finales |            |                   |               |                        |                                            |                   |         |
| 1.               | 2008-05-24 | WTA Istanbul      | gravel        | Polona Hercog          | Jill Craybas Volha Havartsova              | 1-6, 2-6          | details |
| 2.               | 2010-07-24 | WTA Portorož      | hardcourt     | Anna Tsjakvetadze      | Maria Kondratjeva Vladimíra Uhlířová       | 4-6, 6-2, [7-10]  | details |
| 3.               | 2011-01-08 | WTA Auckland      | hardcourt     | Sofia Arvidsson        | Květa Peschke Katarina Srebotnik           | 3-6, 0-6          | details |
| 4.               | 2012-01-14 | WTA Hobart        | hardcourt     | Chuang Chia-jung       | Irina-Camelia Begu Monica Niculescu        | 7-6, 6-7, [5-10]  | details |
| 5.               | 2013-05-12 | WTA Madrid        | gravel        | Cara Black             | Anastasija Pavljoetsjenkova Lucie Šafářová | 2-6, 4-6          | details |
| 6.               | 2013-05-25 | WTA Straatsburg   | gravel        | Cara Black             | Kimiko Date-Krumm Chanelle Scheepers       | 4-6, 6-3, [12-14] | details |
| 7.               | 2013-06-16 | WTA Birmingham    | gras          | Cara Black             | Ashleigh Barty Casey Dellacqua             | 5-7, 4-6          | details |
| 8.               | 2014-08-23 | WTA New Haven     | hardcourt     | Arantxa Parra Santonja | Andreja Klepač Sílvia Soler Espinosa       | 5-7, 6-4, [7-10]  | details |

### Gewonnen ITF-toernooien enkelspel
| nr. | finale     | toernooi            | dotatie | tegenstandster       | score         |
| --- | ---------- | ------------------- | ------- | -------------------- | ------------- |
| 1.  | 2005-03-06 | Warrnambool         | $10.000 | Daniella Dominikovic | 6-2, 4-6, 6-3 |
| 2.  | 2005-03-20 | Yarrawonga          | $10.000 | Emily Hewson         | 6-3, 4-6, 6-4 |
| 3.  | 2006-09-03 | Alphen aan den Rijn | $25.000 | Andrea Petković      | 4-6, 6-2, 7-5 |
| 4.  | 2006-10-15 | Melbourne           | $25.000 | Casey Dellacqua      | 6-1, 0-6, 6-4 |
| 5.  | 2006-10-29 | Peking              | $50.000 | Alla Koedrjavtseva   | 6-2, 6-1      |
| 6.  | 2007-10-14 | Rockhampton         | $25.000 | Sophie Ferguson      | 7-6, 7-5      |
| 7.  | 2007-10-21 | Gympie              | $25.000 | Sophie Ferguson      | 6-4, 6-3      |
| 8.  | 2008-02-09 | Mildura             | $25.000 | Chang Kai-chen       | 6-3, 6-1      |
| 9.  | 2008-06-07 | Surbiton            | $50.000 | Anne Keothavong      | 6-4, 6-2      |
| 10. | 2011-03-13 | Irapuato            | $25.000 | Andreja Klepač       | 7-5, 6-4      |
| 11. | 2011-04-03 | Pelham              | $25.000 | Renata Voráčová      | 6-4, 2-6, 6-1 |
| 12. | 2011-04-10 | Jackson             | $25.000 | Ajla Tomljanović     | 6-1, 6-2      |

### Gewonnen ITF-toernooien dubbelspel
| nr. | finale     | toernooi  | dotatie | partner             | tegenstandsters                      | score            |
| --- | ---------- | --------- | ------- | ------------------- | ------------------------------------ | ---------------- |
| 1.  | 2007-06-30 | Padua     | $25.000 | Maret Ani           | Vanessa Henke Andrea Petković        | 6-4, 6-4         |
| 2.  | 2007-07-28 | La Coruña | $25.000 | Melanie South       | Andrea Hlaváčková Justine Ozga       | 6-1, 4-6, 6-4    |
| 3.  | 2007-12-15 | Dubai     | $75.000 | Monica Niculescu    | Joeliana Fedak Anna Lapoesjtsjenkova | 7-6, 6-4         |
| 4.  | 2008-02-07 | Mildura   | $25.000 | Nicole Kriz         | Monique Adamczak Christina Wheeler   | 6-4, 6-4         |
| 5.  | 2008-02-17 | Berri     | $25.000 | Nicole Kriz         | Shannon Golds Emelyn Starr           | 2-6, 7-6, [10-3] |
| 6.  | 2009-11-28 | Toyota    | $75.000 | Tamarine Tanasugarn | Akari Inoue Akiko Yonemura           | 6-1, 6-4         |

## Resultaten grandslamtoernooien
| Legenda | Legenda                          |
| ------- | -------------------------------- |
| g.t.    | geen toernooi gehouden           |
| l.c.    | lagere categorie                 |
| –       | niet deelgenomen                 |
| G       | uitgeschakeld in de groepsfase   |
| 1R      | uitgeschakeld in de eerste ronde |
| 2R      | uitgeschakeld in de tweede ronde |
| 3R      | uitgeschakeld in de derde ronde  |
| 4R      | uitgeschakeld in de vierde ronde |
| KF      | uitgeschakeld in de kwartfinale  |
| HF      | uitgeschakeld in de halve finale |
| F       | de finale verloren               |
| W       | het toernooi gewonnen            |
| w-v     | winst/verlies-balans             |

### Enkelspel
| Toernooi        | 2008 | 2009 | 2010 | 2011 | 2012 | 2013 | 2014 | 2015 | 2016 | 2017 |
| --------------- | ---- | ---- | ---- | ---- | ---- | ---- | ---- | ---- | ---- | ---- |
| Australian Open | –    | 2R   | 1R   | –    | 2R   | 1R   | 2R   | 1R   | –    | 1R   |
| Roland Garros   | 2R   | –    | –    | 1R   | 1R   | 3R   | 2R   | 1R   | –    | 1R   |
| Wimbledon       | 3R   | –    | –    | 2R   | 2R   | 3R   | 1R   | 1R   | 3R   | 1R   |
| US Open         | 1R   | –    | –    | 1R   | 1R   | 1R   | 2R   | 1R   | –    | –    |

### Vrouwendubbelspel
| Toernooi        | 2008 | 2009 | 2010 | 2011 | 2012 | 2013 | 2014 | 2015 | 2016 |
| --------------- | ---- | ---- | ---- | ---- | ---- | ---- | ---- | ---- | ---- |
| Australian Open | –    | 1R   | 1R   | 1R   | 1R   | 1R   | 1R   | 1R   | –    |
| Roland Garros   | 1R   | –    | –    | –    | 2R   | KF   | KF   | 1R   | –    |
| Wimbledon       | 1R   | –    | 1R   | HF   | 3R   | 2R   | 1R   | 2R   | –    |
| US Open         | KF   | –    | –    | 1R   | 1R   | 3R   | 2R   | –    | 2R   |

### Gemengd dubbelspel
| Toernooi        | 2013 | 2014 |
| --------------- | ---- | ---- |
| Australian Open | –    | –    |
| Roland Garros   | –    | –    |
| Wimbledon       | 2R   | 1R   |
| US Open         | –    | –    |